# Édouard Righetti
Édouard Righetti né le 14 juillet 1924 à Menton et mort le 20 décembre 2001 à Paris 14e, est un graveur, dessinateur et peintre français.

## Biographie
Édouard Righetti naît le 14 juillet 1924 à Menton,, issu d'une famille d'origine tessinoise installée dans les Alpes-Maritimes à la fin du XIXe siècle. L'art de la fresque était mis à l'honneur dans sa famille : son père et son grand-père maternel peignait des fresques ensemble. Il commence à dessiner dès l'âge de 6 ans (ou en 1932): voiture, croquis de la rue, personnages typiques, portraits, etc. Il commence à peindre à l'âge de 13 ans, il évoque cette histoire dans un entretien : son père rentre du marché et pose les tomates devant une soupière, Édouard emprunte des couleurs à son père et peint une toile représentant donc cette nature morte, son père décide d'exposer cette toile qui sera achetée par un collectionneur américain. Il poursuit avec ses premières toiles en 1941 : portraits de sa mère, paysages, natures mortes.
En 1941, Menton est évacuée en raison de la guerre, et il se réfugie alors avec ses parents dans les Pyrénées-Orientales. Il effectue ses études secondaires au Lycée de Perpignan puis entre à l'école des Beaux-Arts de Montpellier la même année. Il suit les cours d'anatomie sur écorchés du professeur Delmas à la Faculté de médecine de Montpellier. Il étudie également la botanique du Pérou au jardin des plantes. Il rejoint l'École Nationale des arts décoratifs de Nice sise 6 rue Tondutti de l'Escarène  de 1942 à 1946 où il remporte le prix Ziem de peinture (Nice) en 1947. Dans cette dernière école, il travaille la peinture avec M. Maillardi et le dessin avec Jules Henri Lengrand.
En 1947, il part deux mois en Haute Savoie. En 1949, il part pour Paris et Georges Arnulf le présente à Edouard Goerg, qui, à la vue de ses dessins, lui déclare : « Vous avez l'âme d'un graveur. ». Il est admis la même année à l'École des Beaux-Arts de Paris et rejoint l'atelier de Goerg jusqu'en 1954 : il s’intéresse essentiellement aux techniques de l'estampe (cuivre, aquatinte, eau-forte à la taille, pointe-sèche). Il suit également des cours de burin. Pendant son temps libre, il va au zoo et y dessine des biches, des singes, des fauves, des oiseaux.
En 1950, sa vie est difficile : il habite un logement misérable, il est peu rémunéré et devient moniteur de colonie pendant deux mois à l'Ile d'Oléron. Entre 1951 et 1953, il loge rue du bac à Paris et l'hiver y est si froid qu'il brûle plus de 200 dessins chiffonnés en pelote. Par ailleurs, il gratte ses toiles pour y effectuer de nouvelles compositions. En 1952 et 1953, il effectue plusieurs déplacements sur les côtes de la Manche et se rend à Dieppe, Étretat, aux îles Chausey, etc.

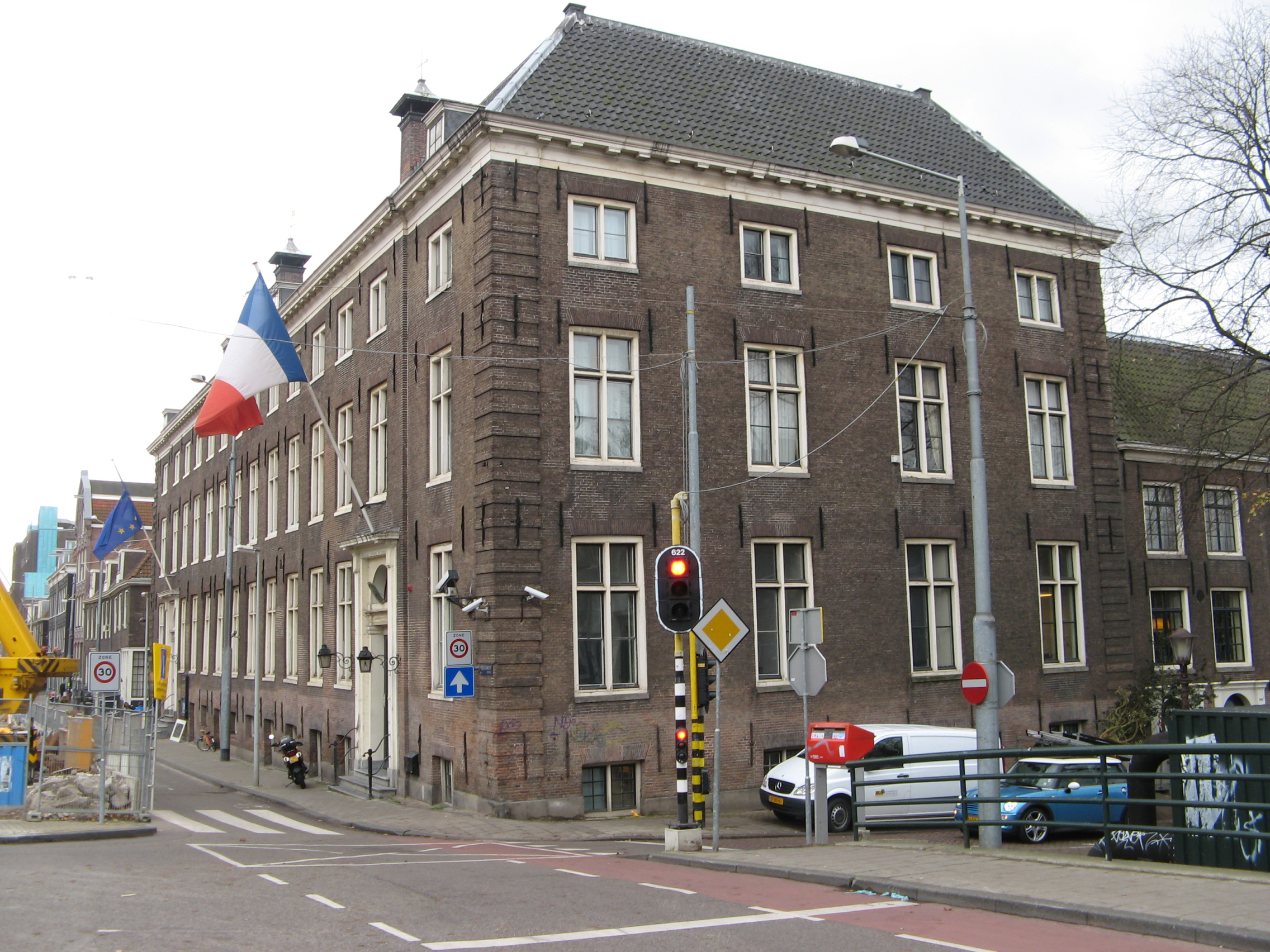
Maison Descartes, Amsterdam

En 1953, il voyage en Italie (Rome, Florence et Pise, puis recrée les fresques de Lascaux et d'Altamira en grandeur nature, sous le patronage de l'abbé Breuil, pour l'exposition 40 000 Ans d'Art moderne au Musée d'art moderne de la ville de Paris. Quand il quitte l'atelier d'Édouard Goerg en 1954, il a déjà réalisé de nombreuses huiles, dessins, aquarelles, environ 200 gravures (aquatintes, eaux-fortes, pointes sèches, burins) et décide de s'installer à Fontenay-sous-Bois. De même en 1953, il effectue un séjour en Corse où il compose des études de paysans, d'animaux, de paysages. En 1954, il reçoit une bourse de la Maison Descartes (nl) d'Amsterdam pour l'année 1955 lui permettant de séjourner dix mois à Amsterdam avec son épouse, Andrée Saunier. A son retour d'Amsterdam en 1955, il installe une presse à Fontenay-sous-Bois sur laquelle il effectuera la majorité des tirages d'essais et des épreuves d'artistes.

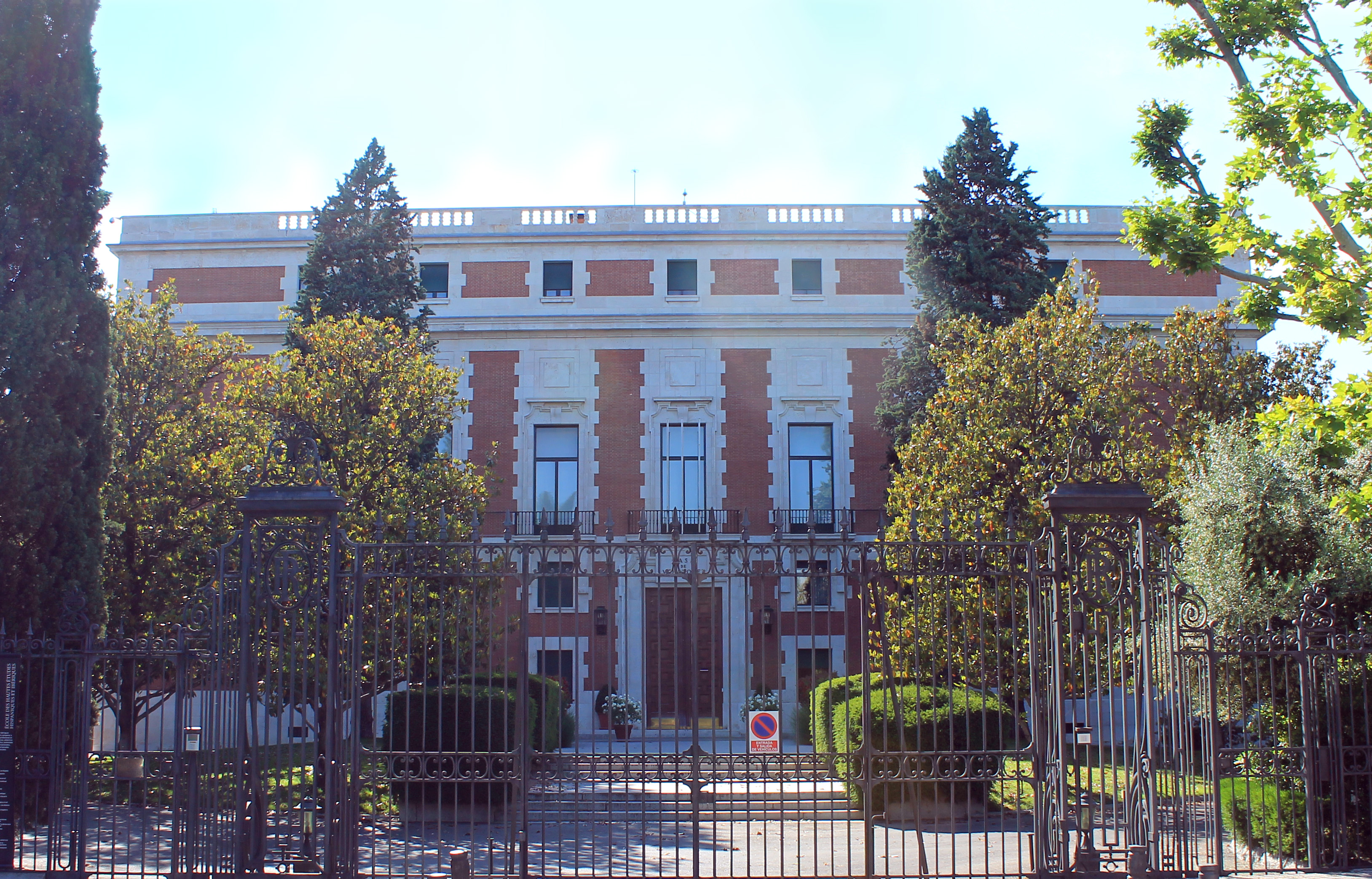
Casa de Velázquez, Madrid

De 1956 à 1957, il devient pensionnaire à la Casa de Velázquez pendant deux ans (27e promotion Beaux-Arts) pour son travail à l'exposition 40 000 Ans d'Art moderne. Son ami Jacques Reverchon était dans la 26e promotion Beaux-Arts. En 1958, il est de retour à Fontenay-sous-Bois, il y peint et grave la tristesse de la banlieue. En 1959, il s'installe à Sannois avec sa famille.
Il participe au salon du Trait en 1958, 1959, de 1961 à 1965 et en 1968. En 1961, il reçoit le prix Eugène-Carrière. En 1963, il devient sociétaire de la Société de Peintres graveurs et lithographes indépendants. En 1964, il participe à la 47e exposition des Peintres-Graveurs français. En mai de la même année, il quitte Sannois et s'installe à Paris dans son atelier au n°5 de la rue Léon-Dierx.
Le 1er mai 1991, Édouard Righetti participe à l'émission À l'heure du pop sur France Inter. Le 13 novembre 1993, il participe à l'émission L'art et  la manière sur Radio Bleue.
En 1998, il reçoit le premier prix d'artiste animalier.
Il meurt en décembre 2001 d'une leucémie. Le 20 décembre 2001, José Artur dans son émission Le Pop-Club sur France Inter présente une introduction nécrologique de Righetti : Édouard Righetti était un « graveur de grand talent », un « être exceptionnel », « extraordinaire », il avait une « technique colossale » avec une « richesse de couleurs », il était également un ami de César. Une émission du Pop-Club lui est consacrée le 19 mars 2002.
Son fonds d'atelier est dispersé le 10 décembre 2021 par l'étude Vermot et Associés à Pantin sur autorité de justice.

## Vie privée
Le 14 août 1954, il se marie à Andrée Saunier (artiste peintre) à la mairie de Menton (dont la salle des mariages est décorée par Jean Cocteau). Ils ont trois filles : Pascale (née le 3 juillet 1956) est mosaïste ; Paule (née en octobre 1959) est peintre ; et Patricia (née en 1966) travaille la pointe sèche, compagne de José Artur durant 27 ans.

## Œuvre
Édouard Righetti est très vite affilié aux "tendances figuratives". Son œuvre est saluée par Pierre Seghers, Maurice Utrillo, ou encore Jacqueline Picasso très intéressée par une de ses peintures de corrida.

### Estampes
En 1950, il réalise ses premières gravures : Nature morte au Pichet d’Étain, des scènes bibliques gravées sur zinc, plusieurs lavis, des dessins et une sculpture sur pierre. Il réalise aux Beaux-Arts de Paris ses 25 premières gravures sur cuivre.
En 1963, il présente des gravures en taille-douce, notamment des bouquets de fleurs. La même année, le Cabinet des estampes de la Bibliothèque nationale reçoit Le Quai de la Râpée (eau-forte et aquatinte), Ma fille Pascale (eau-forte et aquatinte) et les Chevaux sauvages (eau-forte et aquatinte).
En 1967, le Cabinet des estampes reçoit le Port d'Amsterdam (eau-forte).
Selon Jean Dalevèze : « Cet homme inquiet, nerveux parfois, sait trouver des trésors de patience consciencieuse, de calme méticuleux, de volonté ferme dans son travail ».
En 1969, avec d'autres graveurs, il décide d'envoyer des cartes de vœux gravées au Cabinet des estampes.
À travers son utilisation de l'eau-forte, Édouard Righetti sait « traduire la mélancolique vérité d'une nature hivernale ». Au cours de sa carrière, il grave près de deux milles plaques. Le Département des estampes et de la photographie de la Bibliothèque nationale de France conserve plus de 200 de ses œuvres (plaques et estampes).
Au qualificatif de graveur, il répond qu'il est avant tout un peintre et préfère donc la dénomination de peintre-graveur. Il ajoute que pour lui, la gravure du peintre est plus chaude, plus colorée : il évoque ainsi la diversité des tons de gris pour illustrer son propos.

### Peintures
Dans ses peintures, aquarelles et gouaches, il privilégie la couleur. Il aborde avec bonheur la nature morte et les scènes animalières. Ses tableaux sont aussi inspirés de paysages d'Espagne, de Normandie, de la Côte d'Azur.
Les tableaux de Righetti sont diffusés dans l'émission Le Cercle de minuit du 10 novembre 1993 sur France 2 en évocation de son exposition à la Galerie de Nesle. Le 8 décembre 1996, sa toile El Torro (32 x 40cm) est vendue 5000 francs aux enchères.
Il réalise durant sa carrière plus de 1000 peintures.

### Médailles
Il a gravé plusieurs médailles, notamment pour la Monnaie de Paris. Il a réalisé par exemple : Goeland en 1983, une médaille sur Lascaux en 1985 et La corrida en 1987.

## Collections publiques

### France
- Mairie de Castillon-la-Bataille, La paix dans le ménage, estampe 35x28cm, vers 1959[14].
- École militaire supérieure d'administration et de management, Montpellier, Pichet au citron, gravure 20x25cm, vers 1954 (dépôt du Centre national des arts plastiques)[15].
- Département des estampes et de la photographie de la Bibliothèque nationale de France, Paris[16].
- Cité scolaire internationale Honoré-de-Balzac, Paris, Nature morte, estampe 32x28cm, vers 1958 (dépôt du Centre national des arts plastiques)[17].
- Conseil constitutionnel, Paris, Le tabac gris, estampe, vers 1965 (dépôt du Centre national des arts plastiques)[18].
- École de guerre, Paris (dépôts du Centre national des arts plastiques) :
  - Le cheval blanc, gravure en noir 30x37cm, vers 1960[19] ;
  - Dieppe (Seine-Maritime), la jetée, gravure en noir 30x41cm, vers 1960[20].
- Fonds d'art contemporain - Paris Collections, Paris :
  - Les fleuristes, eau-forte 48x61cm, vers 1954[21] ;
  - Pichet aux citrons, eau-forte 44,8x60,5cm, vers 1954[22] ;
  - Le vieux clown, pointe-sèche et eau-forte 55,7x37,2cm, vers 1956[23] ;
  - Jeune paysan espagnol, plume et lavis d'encre de Chine 65,4x47,2cm, 1958[24] ;
  - Printemps sur la Côte d'Azur, gouache 49,6x64,5cm, 1960[25] ;
  - La perruche, eau-forte 37,2x34,2cm, vers 1960[26] ;
  - Pichet aux marrons, aquatinte 66x50,2cm, vers 1968[27].
- Hôtel de Matignon, secrétariat général du Gouvernement, Paris, Citron coupé, aquatinte 28,8x43,8cm, vers 1965 (dépôt du Centre national des arts plastiques)[28].
- Ministère de l'éducation nationale, Paris, Printemps à Vera (Andalousie), gouache 36x60cm, vers 1962[29].
- Ministère de la justice, Paris, Corrida, estampe 30x32cm, vers 1959[30].
- Musée d'art moderne de la ville de Paris, Quai de la Rapée, estampe, vers 1963[31].
- Mutuelle générale de l'Éducation nationale section de la Seine, Paris, Les chardons bleus, huile sur toile 61x50cm (dépôt du Centre national des arts plastiques)[32].
- Secrétariat d'État aux anciens combattants et victimes de guerre, Paris, Les chardons en noir, estampe 50x30cm, vers 1964 (dépôt du Centre national des arts plastiques)[33].
- Sorbonne-Université, Quai de la Rapée en noir, estampe 36x53cm, vers 1964 (dépôt du Centre national des arts plastiques)[34].
- Fonds national d'art contemporain, Puteaux :
  - Le cirque, aquatinte et pointe-sèche 45,4x57,3cm, vers 1954[35] ;
  - Nature morte, aquatinte 37,9x56,7cm, vers 1960[36] ;
  - Fleurs, eau-forte et aquatinte 50,5x26,8cm, vers 1960[37] ;
  - Les fruits verts, aquatinte 27,3x40,4cm, vers 1964[38] ;
  - Le paquet de Gauloises, aquatinte 21,8x25,8cm, vers 1868[39].
- Hôpital Esquirol, Saint-Maurice (Val-de-Marne), Le flacon bleu, aquatinte 21,8x25,8cm, vers 1968 (dépôt du Centre national des arts plastiques)[40].

### Gabon
- Ambassade de France, Libreville, Nu au singe, estampe, vers 1965 (dépôt du Centre national des arts plastiques)[41].

### Kenya
- Ambassade de France, Nairobi, Fleur de mai, estampe, vers 1965 (dépôt du Centre national des arts plastiques)[42].

## Expositions

### Expositions personnelles
- 1951 : Menton (dessins, aquarelles, gravures).
- 1952 : Maison des Beaux-Arts de Paris.
- 1953 : Galerie Eliane Norbert, Paris[13].
- 1955 : Exposition de gravures à Amsterdam.
- 1er - 12 septembre 1955 : Gravures et dessins, Palais des arts, Menton, sous la présidence d'honneur de Francis Palmero, maire de Menton.
- 1957-1958 : Galerie Macaron, Madrid.
- 1959 : Galerie la Gravure, Paris (gravures, dessins, gouaches).
- 1960 : Exposition de gravures et gouaches, Menton.
- 5 - 20 mai 1961 : Galerie Bonaparte (gouaches et dessins)[13].
- 27 septembre - 19 octobre 1963 : Galerie Le Nouvel Essor, sous la présidence de Jean Adhémar (gouaches, 32 pièces exposées)[43].
- 28 février - 21 mars 1964 : Hollande, Galerie Le Nouvel Essor (gouaches, dessins, aquarelles)[13].
- juin 1964 : Au Grenier à Sel de Pérouges (gravures, gouaches et dessins).
- 7 mai - 5 juin 1965 : Galerie Bernier, Paris (Peintures).
- 1965 : Galerie la Gravure, Pully-Lausanne (gravures).
- 19 septembre - 7 octobre 1972 : Bestiaire, Galerie Vendôme (gravures).
- 1er - 15 mars 1974 : Salle Sicard, Viroflay (gravures, aquarelles et dessins).
- 7 - 20 mai 1974 : Galerie André Weil.
- Février - avril 1977 : Musée Denon, Chalon-sur-Saône (55 gravures exposées)[44].
- 3 mars - 22 avril 1979 : Trente ans de peinture, gravure et dessin d'Édouard Righetti, Palais de l'Europe, Menton[13].
- 20 janvier - 6 mars 1982 : Galerie La Tempera.
- 17 avril - 15 mai 1982 : Centre de formation E.D.F., Les Mureaux (plus de 100 œuvres).
- 30 mai - 18 juin 1985 : Gravures, Galerie Guiot - Galerie Marcel Bernheim, Paris[13].
- jusqu'au 31 août 1992 : Office de tourisme de Buxy (72 œuvres dont une quinzaine sur le thème de l'Espagne).
- 5 novembre - 11 décembre 1993 : Édouard Righetti - Quinze années de peintures et gouaches : le cirque, la corrida, les fleurs, les paysages, Galerie de Nesle[45],[46].
- mars 1994 : permanence à la Galerie Bréheret, Paris.
- 27 octobre 1995 - 8 janvier 1996 : Rétrospective 1952-1993 (aquarelles, dessins, gravures), Musée des Beaux-Arts - Palais Carnolès, Menton.
- 4 - 28 juin 1997 : 150 gravures, Espace Nesle, Paris.
- 5 - 18 mars 2001 : Bestiaire, Espace Nesle, Paris.

### Expositions de groupes
- 1953 : 40 000 Ans d'Art moderne, Musée d'art moderne de la Ville de Paris[13].
- 1958 : Exposition de gravures, Strasbourg.
- 1958, 1959, 1961, 1962, 1963, 1964, 1965 : Salon Le Trait, Paris[13]
- 1959 : Galerie Greuze, Paris[13].
- 1962-1966 : Musée d'Art moderne de la Ville de Paris.
- 1964 : Musée des Beaux-Arts de Tours.
- 1964 : La gravure de Goya à nos jours, Arles (3 gravures de corridas).
- Octobre-décembre 1973 : La gravure contemporaine à la Bibliothèque nationale, Bibliothèque nationale de France, Paris[47].
- 1992 : De Bonnard à Baselitz - Dix ans d'enrichissements du Cabinet des estampes, Bibliothèque nationale de France, Paris, 1992[16].
- Février-avril 2013 : De Cuno Amiet à Zao Wou-Ki - Le fonds d'estampes Cailler : Pierre Ambrogiani, Roger Bezombes, Jean Carzou, Michel Ciry, Antoni Clavé, Paul Colin, Lucien Coutaud, Leonor Fini, Bernard Gantner, Tsugouharu Foujita, Camille Hilaire, Wifredo Lam, André Lhote, Frédéric Menguy, Mario Prassinos, Franz Priking, Édouard Righetti, Jean Signovert, Gustave Singier, Kostia Terechkovitch, Jacques Villon, Zao Wou-Ki…, musée d'art de Pully[48].

### Médiagraphie
- « Les Expositions - 6 octobre 1963 ».
- « A l'heure du pop - 1er mai 1991 ».
- « L'art et la manière - 13 novembre 1993 ».
- « Le Pop-Club - 20 décembre 2001 ».
- « Le Pop-Club - 19 mars 2002 : Édouard Righetti ».

### Radiophonie
- José Artur, « Hommage au graveur Édouard Righetti - Entretien avec Édouard Righetti enregistré en 1978 ; entretien avec Colette Seghers à propos de Pierre Seghers ; entretien avec Zao Wou-Ki à propos de ses travaux de gravure ; entretien avec Philippe Moncel à propos de la situation de la gravure ; entretiens avec André Parinaud, Robert Rigot et Gérard Martin à propos d'Édouard Righetti », 19 mars 2002 (conservation archives INA).